# John Timperley
John Timperley (* 1931; † 10. Juni 2013) war ein englischer Badmintonspieler. 

## Karriere
John Timperley siegte im Badminton 1956 bei den Dutch Open im Mixed mit seiner Ehefrau June Timperley. Im gleichen Jahr war er auch bei den Middlesex Championships und den Surrey Championships erfolgreich. 1958 gewann er bei den German Open die Herrendoppelkonkurrenz gemeinsam mit Hugh Findlay. 

## Sportliche Erfolge
| Saison | Veranstaltung        | Disziplin    | Platz | Name                            |
| ------ | -------------------- | ------------ | ----- | ------------------------------- |
| 1956   | Dutch Open           | Mixed        | 1     | John Timperley / June Timperley |
| 1956   | Dutch Open           | Herrendoppel | 2     | Hugh Findlay / John Timperley   |
| 1958   | German Open          | Herrendoppel | 1     | Hugh Findlay / John Timperley   |
| 1958   | London Championships | Herreneinzel | 1     | John Timperley                  |

## Referenzen
- The Badminton Association of England's annual handbook, Kent, 1956–1957
- http://surreysra.co.uk/home/2013/06/17/john-timperley-1931-2013/

| Personendaten    | Personendaten               |
| ---------------- | --------------------------- |
| NAME             | Timperley, John             |
| KURZBESCHREIBUNG | englischer Badmintonspieler |
| GEBURTSDATUM     | 1931                        |
| STERBEDATUM      | 10. Juni 2013               |